# Cratere Karratha
Karratha è un cratere sulla superficie di Marte.